# Маевский, Владимир Иванович
Влади́мир Ива́нович Мае́вский (род. 1 июня 1941, Москва) — советский и российский экономист, академик РАН (2000; член-корреспондент с 1997), доктор экономических наук, директор Центра эволюционной экономики, руководитель Центра макроэкономической стратегии Института экономики РАН (с 1995), профессор кафедры институциональной экономики Института новой экономики.

## Биография
Сын советского экономиста И. В. Маевского (1903—1969). В 1963 году окончил МИНХ им. Плеханова по специальности «Планирование народного хозяйства с применением ЭВТ». В 1967 году защитил кандидатскую диссертацию «Некоторые теоретические вопросы планирования первой подгруппы первого подразделения», в 1974 году подготовил к защите докторскую диссертацию «Вопросы межотраслевого планирования», в 1984 году защитил докторскую диссертацию «Особенности формирования межотраслевых пропорций общественного производства».
Член Международного общества Шумпетера. Член редколлегии журналов «Вопросы экономики» и Journal of Evolutionary Economics. Был председателем экспертного совета по экономике Российского гуманитарного научного фонда.

## Научная деятельность
В. И. Маевский впервые обосновал феномен автономности формирования структуры основного капитала в отраслях, производящих его элементы как для собственных нужд, так и для других отраслей экономики. Показал, что соотношение между валовым годовым продуктом общества и его годовым доходом существенно зависит от соотношения между средним сроком службы основного капитала и средним сроком его воспроизводства. Автор концепции экономического развития как процесса смены макрогенераций, а также оригинальной версии иерархически организованного потребительского выбора.

## Основные работы
Книги
- Некоторые вопросы измерения экономической эффективности, М., 1970 (совм. с В. И. Маевским);
- Межотраслевые пропорции общественного производства. М., 1986;
- Введение в эволюционную макроэкономику. М., 1997.

Статьи
- Эволюционная теория и неравновесные процессы (на примере экономики США) // Экономическая наука современной России. 1999. № 4;
- Преодолеть феномен квазирыночности с помощью квазирыночных методов // Экономическая наука современной России. 2000. Экспресс-выпуск № 1;
- Эволюционная экономика: состояние и перспективы // Белорусский экономический журнал. 2000. № 4;
- Эволюционная теория и технологический прогресс // Вопросы экономики. 2001. № 11;
- Экономические измерения и фундаментальная теория // Вопросы экономики. 2005;
- О рациональном поведении реального потребителя // Вопросы экономики. 2007;
- Воспроизводство основного капитала и экономическая теория // Вопросы экономики. 2010.